# بورنيو
بورنيو (جزيرة بورنيو) ثالث أكبر جزيرة في العالم، وأكبر جزيرة في آسيا تقع في أرخبيل الملايو في مجموعة جزر سوندا الكبرى. سياسياً هذه الجزيرة مقسمة ما بين إندونيسيا، ماليزيا وبروناي.
المنطقة الإندونيسية من الجزيرة (وهي الجنوبية - جنوب شرقية) تسمى ب كليمنتان
المنطقة الماليزية من الجزيرة (وهي الشمالية - شمال غربية) تسمى ماليزيا الشرقية / بورنيو الماليزية
كما تشكل الجزيرة مع كل من جزر سومطرة، جاوة، سولاوسي ما يسمى بمجموعة جزر سوندا الكبرى، التي بدورها وجزر سوندا الصغرى وجزيرة مالوكو والفيليبين تشكل أرخبيل الملايو.
يعتقد بأن شعب الداياك من أوائل الشعوب التي قطنت هذه الجزيرة قبل ثلاثة آلاف عام.
الجزيرة مقسمة سياسيًا إلى ثلاث دول: ماليزيا وبروناي في الشمال وإندونيسيا في الجنوب. ما يقرب من 73 ٪ من الجزيرة هي الأراضي الإندونيسية. في الشمال، تشكل ولايتي صباح وساراواك بشرق ماليزيا حوالي 26٪ من الجزيرة. بالإضافة إلى ذلك، تقع أراضي لابوان الفيدرالية الماليزية على جزيرة صغيرة قبالة ساحل بورنيو. تشكل دولة بروناي ذات السيادة، الواقعة على الساحل الشمالي، حوالي 1٪ من مساحة أرض بورنيو. يقع أكثر من نصف مساحة الجزيرة بقليل في نصف الكرة الشمالي، بما في ذلك بروناي والجزء الماليزي، بينما يمتد الجزء الإندونيسي على نصفي الكرة الأرضية الشمالي والجنوبي.
تعد بورنيو موطنًا لواحدة من أقدم الغابات المطيرة في العالم.

## أصل التسمية
الجزيرة معروفة بأسماء عديدة. تُعرف دوليًا باسم بورنيو، وهي مشتقة من الاتصال الأوروبي بمملكة بروناي في القرن السادس عشر خلال عصر الاستكشاف. على خريطة من حوالي 1601، يشار إلى مدينة بروناي باسم بورنيو، وتسمى الجزيرة بأكملها أيضًا بورنيو. قد يشتق اسم بورنيو من الكلمة السنسكريتية váruṇa (वरुण)، وتعني إما «الماء» أو فارونا، إله المطر الهندوسي.
أطلق عليها السكان المحليون اسم Klemantan أوكليمنتان،  وهي مشتقة من الكلمة السنسكريتية Kalamanthana والتي تعني «الطقس المحترق» ربما لوصف الطقس الاستوائي الحار والرطب. يقترح المؤرخ الإندونيسي سلاميت مولجانا أن اسم كالامانثانا مشتق من المصطلحات السنسكريتية كالا (الوقت أو الموسم) والمانثانا (الخفقان أو إشعال النار بالاحتكاك) والذي ربما يصف حرارة الطقس.
في الماضي، كانت الجزيرة معروفة بأسماء أخرى. في عام 977، بدأت السجلات الصينية في استخدام مصطلح Bo-ni للإشارة إلى بورنيو. في عام 1225، تم ذكرها أيضًا من قبل المسؤول الصيني تشاو جو كوا (趙汝 适). المخطوطة الجاوية ناجاراكريتاجاما، التي كتبها شاعر بلاط مملكة ماجاباهيت ام بيو برابانكا في عام 1365، ذكرت الجزيرة باسم Nusa Tanjungnagara، مما يعني جزيرة مملكة تانجونجبورا. ومع ذلك، ذكرت نفس المخطوطة أيضًا بارون (بروناي) وأنظمة حكم أخرى في الجزيرة.

## الجغرافيا
تمتد سواحل بورنيو على طول 4971 كم وتضم بعض الخلجان، إلا أنها مأهولة قليلا جداً بسبب كثرة المستنقعات.
تمتد سلسلة جبلية طويلة من رأس سامبانمانجيو في الشمال الشرقي إلى أقصى الجنوب الغربي للجزيرة، حيث يوجد أكبر جبل في الجزيرة وأيضا في جنوب شرق آسيا وهو جبل كينابالو الذي بعلو 4095 متر.

### جيولوجيا

خريطة موقع بورنيو في منطقة جنوب شرق آسيا البحرية، صدع النهر الأحمر مدرج في الخريطة.

تشكلت بورنيو من خلال الدهر الوسيط تراكم شظايا دقيق القارات، أفيوليت الاقاليم وقوس جزيرة القشرة الصعود إلى حقب الحياة القديمة الأساسية القاري. في بداية حقب الحياة الحديثة، شكلت بورنيو نتوءًا لسندالاند انفصل جزئيًا عن البر الرئيسي الآسيوي عن طريق بحر الصين الجنوبي البدائي. وكان الجزء المحيطي من بروتو بحر الصين الجنوبي مغرم خلال باليوجيني فترة وكبير التراكمي معقدة تشكلت على طول شمال غرب جزيرة بورنيو. في أوائل العصر الميوسيني، حدث ارتفاع في المركب التراكمي نتيجة لانهيار قشرة قارية ضعيفة في الشمال الغربي. قد يكون الارتفاع ناتجًا أيضًا عن التقصير بسبب الدوران عكس اتجاه عقارب الساعة لبورنيو بين 20 و10 ميجا سنويًا نتيجة تصادم أستراليا وجنوب شرق آسيا. تم إلقاء كميات كبيرة من الرواسب في الأحواض التي انتشرت في البحر إلى الغرب والشمال والشرق من بورنيو وكذلك في حوض النيوجين الذي يتعرض حاليًا في مناطق واسعة من شرق وجنوب صباح. في جنوب شرق صباح، من العصر الميوسيني إلى تضاريس الجزيرة الحديثة لأرخبيل سولو الممتدة على الشاطئ في بورنيو مع القوس البركاني الأقدم كان نتيجة لانغماس الجنوب الشرقي بينما من المحتمل أن البراكين الأحدث نتجت عن الانغماس الشمالي الغربي لبحر سيليبس.
قبل ارتفاع مستوى سطح البحر في نهاية العصر الجليدي الأخير، كانت بورنيو جزءًا من البر الرئيسي لآسيا، وشكلت، مع جافا وسومطرة، المناطق المرتفعة لشبه جزيرة تمتد شرقًا من الهند الصينية الحالية. يغمر بحر الصين الجنوبي وخليج تايلاند الآن المناطق المنخفضة السابقة في شبه الجزيرة. حالت المياه العميقة التي تفصل بورنيو عن سولاويزي المجاورة دون اتصال أرضي بتلك الجزيرة، مما خلق الانقسام المعروف باسم خط والاس بين المناطق البيولوجية الآسيوية وأستراليا وغينيا الجديدة. الجزيرة اليوم محاطة ببحر الصين الجنوبي من الشمال والشمال الغربي، وبحر سولو من الشمال الشرقي، وبحر سيليبس ومضيق ماكاسار من الشرق، وبحر جاوة ومضيق كاريماتا من الجنوب. تقع شبه جزيرة الملايو وسومطرة إلى الغرب من جزيرة بورنيو. إلى الجنوب والشرق جزر إندونيسيا: جافا وسولاويزي، على التوالي. إلى الشمال الشرقي توجد جزر الفلبين. بمساحة 743,330 كيلومتر مربع (287,000 ميل2)، وهي ثالث أكبر جزيرة في العالم، وهي أكبر جزيرة في آسيا (أكبر قارة). أعلى نقطة فيها هي جبل كينابالو في صباح، ماليزيا، بارتفاع 4,095 متر (13,435 قدم).

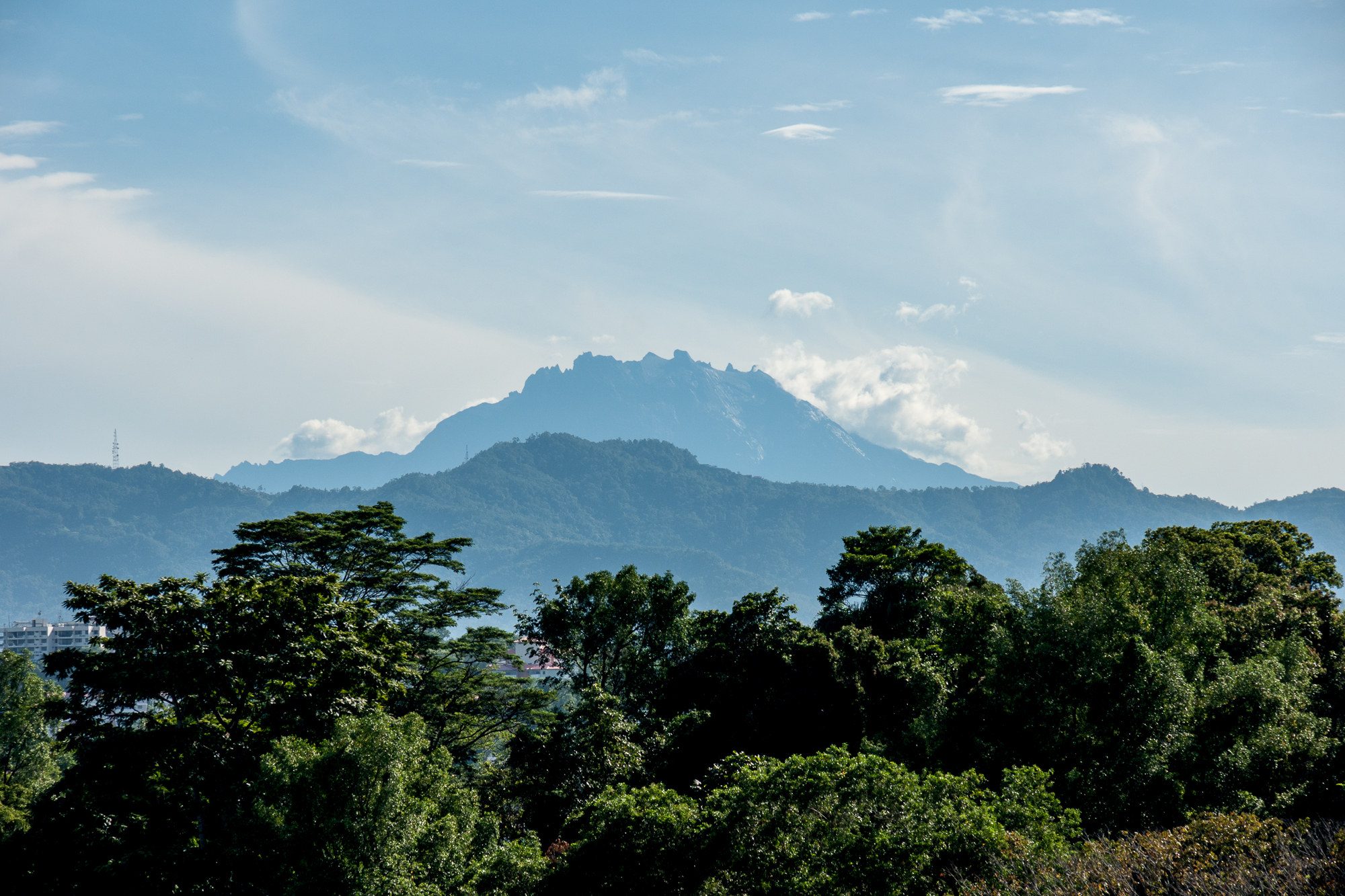
جبل كينابالو في ماليزيا، أعلى قمة في الجزيرة

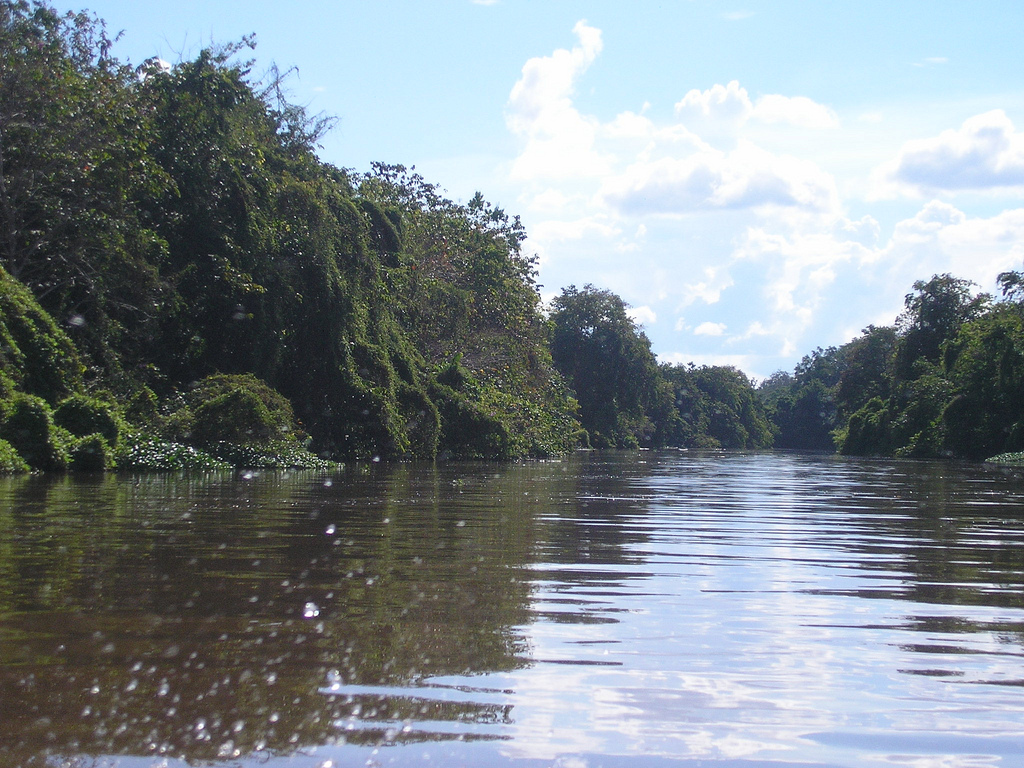
نهر كابواس في إندونيسيا؛ عند في الطول، وهو أطول نهر في بورنيو.

أكبر نظام نهري هو نهر كابواس في غرب كاليمانتان، ويبلغ طوله 1,000 كيلومتر (620 ميل). تشمل الأنهار الرئيسية الأخرى نهر ماهاكام في شرق كاليمانتان (920 كيلومتر (570 ميل) طويل)، باريتو وكاهيان ومينداواي في جنوب كاليمانتان (900 كيلومتر (560 ميل)، 600 كيلومتر (370 ميل) و800 كيلومتر (500 ميل) طويلًا على التوالي)، راجانج في ساراواك (565 كيلومتر (351 ميل) طويل)  وكيناباتانغان في صباح (560 كيلومتر (350 ميل) طويلة). بورنيو لديها أنظمة كهوف مهمة. في ساراواك، يحتوي كهف كليرووتر على واحد من أطول الأنهار الجوفية في العالم، بينما يعد كهف الغزلان موطنًا لأكثر من ثلاثة ملايين خفاش، مع ذرق الطائر المتراكم عمق أكثر من 100 متر (330 قدم). أُطلق على كهوف جومانتونغ في صباح لقب «كهف الصراصير» نظرًا لوجود ملايين الصراصير داخل الكهف. حديقة جبل مولو الوطنية في ساراواك وسانغكوليرانغ مانغكاليهات كارست في شرق كاليمانتان والتي تحتوي بشكل خاص على مناطق كارستية تحتوي على آلاف الكهوف الأصغر.

### البيئة

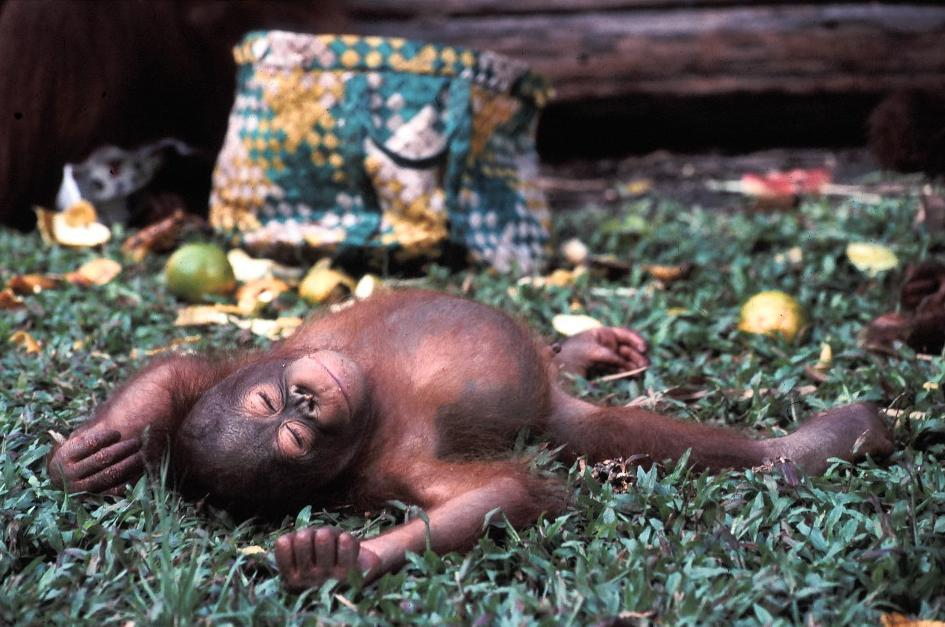
أورانجوتان بورني المهددة بالانقراض، قرد كبير مستوطن في بورنيو

يقدر عمر غابة بورنيو المطيرة بحوالي 140 مليون سنة، مما يجعلها واحدة من أقدم الغابات المطيرة في العالم. وهي مركز تطور وتوزيع العديد من الأنواع المتوطنة من النباتات والحيوانات، والغابات المطيرة هي واحدة من الموائل الطبيعية القليلة المتبقية لإنسان الغاب بورني المهددة بالانقراض. وهي ملجأ مهم للعديد من أنواع الغابات المتوطنة، بما في ذلك فيل بورنيو، ووحيد القرن في شرق سومطرة، ونمر بورني المغطى بالغيوم، وزباد نخيل الخرطوم، وخفاش فاكهة الداياك.

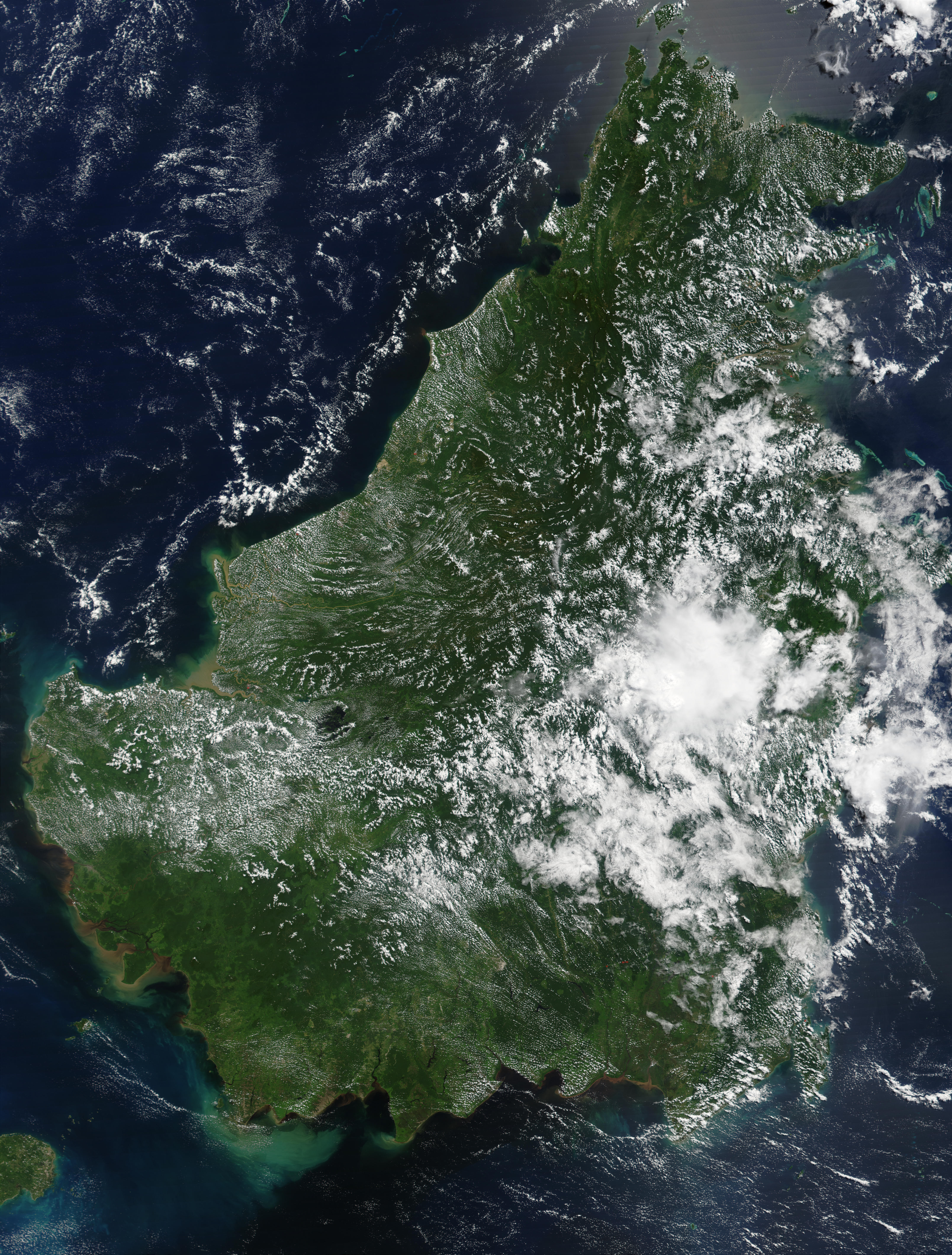
ناسا صورة القمر الصناعي لبورنيو في 19 مايو 2002

تحتل غابات مستنقعات الخث كامل ساحل بورنيو. تعتبر تربة مستنقع الخث عقيمة نسبيًا، في حين أنه من المعروف أنها موطن لأنواع مختلفة من الطيور مثل البصل ذو المنقار الخطافي، وطائر أبو قرن ذو الخوذة ووحيد القرن.هناك حوالي 15000 نوع من النباتات المزهرة مع 3000 نوع من الأشجار (267 نوعًا من مجنحية الثمر)، و221 نوعًا من الثدييات الأرضية و420 نوعًا من الطيور المقيمة في بورنيو. يوجد حوالي 440 نوعًا من أسماك المياه العذبة في بورنيو (تقريبًا مثل سومطرة وجافا مجتمعين). لا يُعرف قرش نهر بورنيو إلا من نهر كيناباتانغان. في عام 2010، صرح الصندوق العالمي للطبيعة أنه تم اكتشاف 123 نوعًا في بورنيو منذ توقيع اتفاقية "قلب بورنيو" في عام 2007.
صنف الصندوق العالمي للطبيعة (WWF) الجزيرة إلى سبع مناطق إيكولوجية متميزة معظم مناطق الأراضي المنخفضة:
- تغطي الغابات المطيرة في الأراضي المنخفضة بورنيو معظم الجزيرة، وتبلغ مساحتها 427,500 كيلومتر مربع (165,100 ميل2)؛
- غابات مستنقعات بورنيو؛
- غابات كيرانجاس أو سوندالاند الصحية؛
- غابات مستنقعات المياه العذبة في جنوب غرب بورنيو؛
- سوندا شيلف المنغروف.
- تقع غابات بورنيو الجبلية المطيرة في المرتفعات الوسطى للجزيرة، بارتفاع فوق 1,000 متر (3,300 قدم).
- الأراضي العشبية الاستوائية وشبه الاستوائية والسافانا والشجيرات في جنوب كاليمانتان.

تعد أعلى ارتفاعات جبل كينابالو موطنًا لمرج جبال الألب الجبلية كينابالو، وهي شجيرات جبال الألب تشتهر بالعديد من الأنواع المستوطنة، بما في ذلك العديد من بساتين الفاكهة.
وفقًا لتحليل البيانات من جلوبال فورست ووتش، فقد الجزء الإندونيسي من بورنيو 10.7 مليون هكتار من الغطاء الشجري بين عامي 2002 و2019، منها 4 ملايين هكتار كانت غابات أولية، مقارنةً بغطاء الأشجار في بورنيو الماليزي البالغ 4.4 مليون هكتار. و1.9 مليون هكتار من فقدان الغطاء الحرجي الأولي. اعتبارًا من عام 2020، تمثل بورنيو الإندونيسية 72٪ من غطاء الأشجار بالجزيرة، وبورنيو الماليزية 27٪، وبروناي 1٪. تمثل الغابات الأولية في إندونيسيا 44٪ من إجمالي الغطاء الشجري لبورنيو.

### قضايا الحفظ

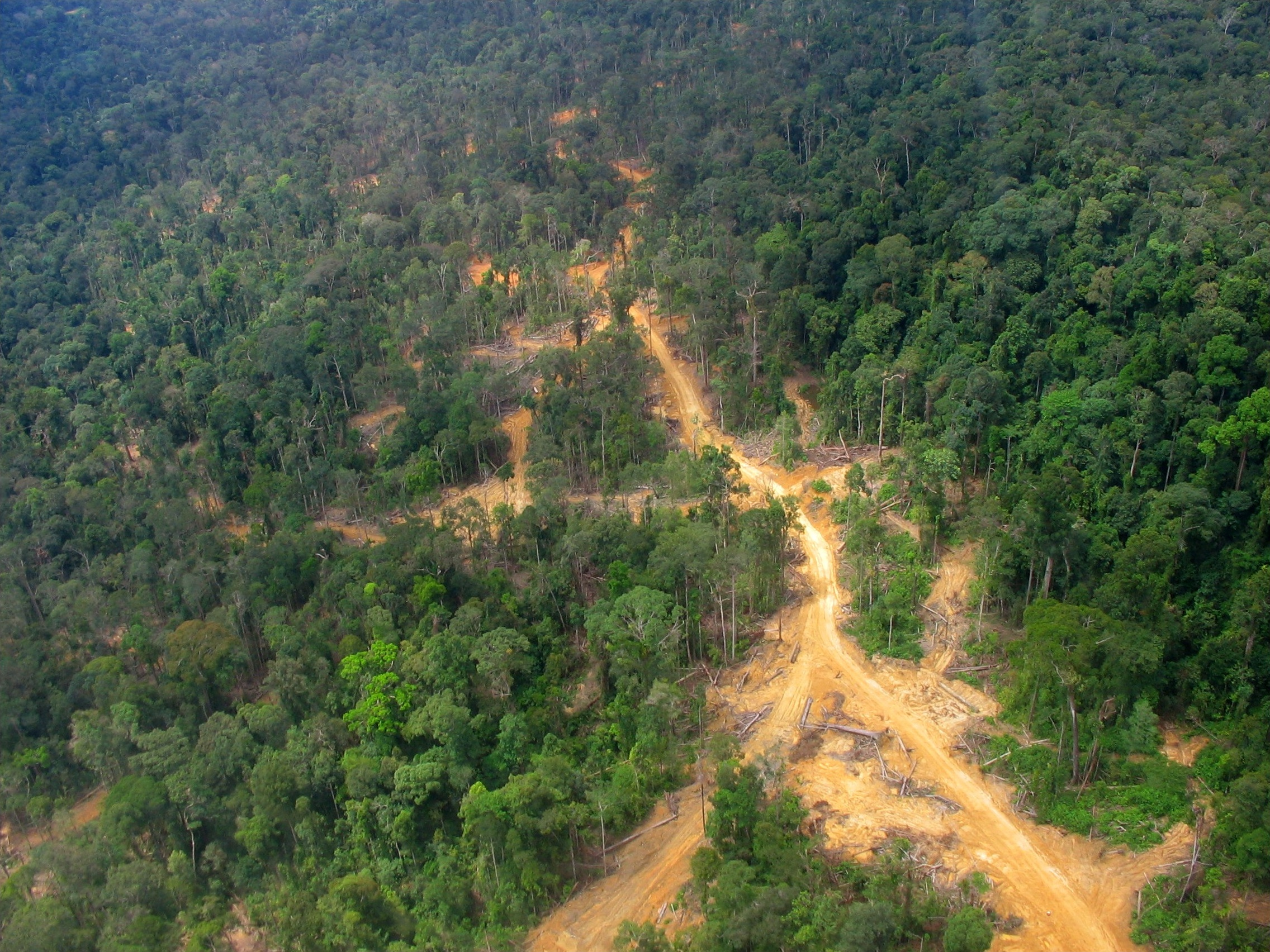
طريق قطع الأشجار في شرق كاليمانتان، إندونيسيا

تاريخيا كان للجزيرة غطاء غابات مطيرة واسع النطاق، ولكن تم تقليص المساحة بسبب قطع الأشجار الكثيف من قبل صناعة الأخشاب الإندونيسية والماليزية، خاصة مع الطلب الكبير على المواد الخام من الدول الصناعية إلى جانب تحويل أراضي الغابات للأغراض الزراعية على نطاق واسع. يأتي نصف اقتناء الأخشاب الاستوائية العالمية السنوية من بورنيو. تم تطوير مزارع زيت النخيل على نطاق واسع وهي تتعدى بسرعة على البقايا الأخيرة من الغابات المطيرة الأولية. تفاقمت حرائق الغابات منذ عام 1997، والتي بدأها السكان المحليون لتطهير الغابات من أجل المزارع بسبب الجفاف الاستثنائي لموسم النينيو، مما أدى إلى تفاقم الانكماش السنوي للغابات المطيرة. خلال هذه الحرائق، كانت النقاط الساخنة مرئية على صور الأقمار الصناعية، وكثيرا ما أثر الضباب الناتج على بروناي وإندونيسيا وماليزيا. يمكن أن يصل الضباب أيضًا إلى جنوب تايلاند وكمبوديا وفيتنام والفلبين كما يتضح من ضباب جنوب شرق آسيا لعام 2015.

### الطبوغرافيا
قائمة أعلى القمم في بورنيو حسب الارتفاع.
- جبل كينابالو 13,435 قدم (4,095 م)
- جبل ترشماد 8,668 قدم (2,642 م)
- موروك مياو 6,837 قدم (2,084 م)
- جبل واكد 6,778 قدم (2,066 م)
- تل مونكوبو هيل 5,866 قدم (1,788 م)
- جبل لوتونج 5,843 قدم (1,781 م)
- جبل ماجدالينا 4,288 قدم (1,307 م)
- تاليبو هيل 4,144 قدم (1,263 م)

### الأنهار
قائمة أطول نهر في بورنيو من حيث الطول.
- نهر كابواس 1,143 كيلومتر (710 ميل)
- نهر باريتو 1,090 كـم (680 ميل)
- نهر محكام 980 كيلومتر (610 ميل)
- نهر راجانج 760 كيلومتر (470 ميل)
- نهر كاهيان 658 كـم (409 ميل)
- نهر مينداواي 616 كيلومتر (383 ميل)
- نهر كيان 576 كيلومتر (358 ميل)
- نهر كيناباتانغان 560 كيلومتر (350 ميل)
- نهر برعام 400 كيلومتر (250 ميل)
- نهر باوان 197 كيلومتر (122 ميل)

### المناخ
يعتبر المناخ في بورنيو مدارياً، ويحتوي على درجة رطوبة عالية جدا تقرب من %80. وتتراوح درجات الحرارة بين 27.7 درجة مئوية خلال شهر مايو و26.7 درجة مئوية خلال شهر ديسمبر.

## التاريخ

### التاريخ المبكر

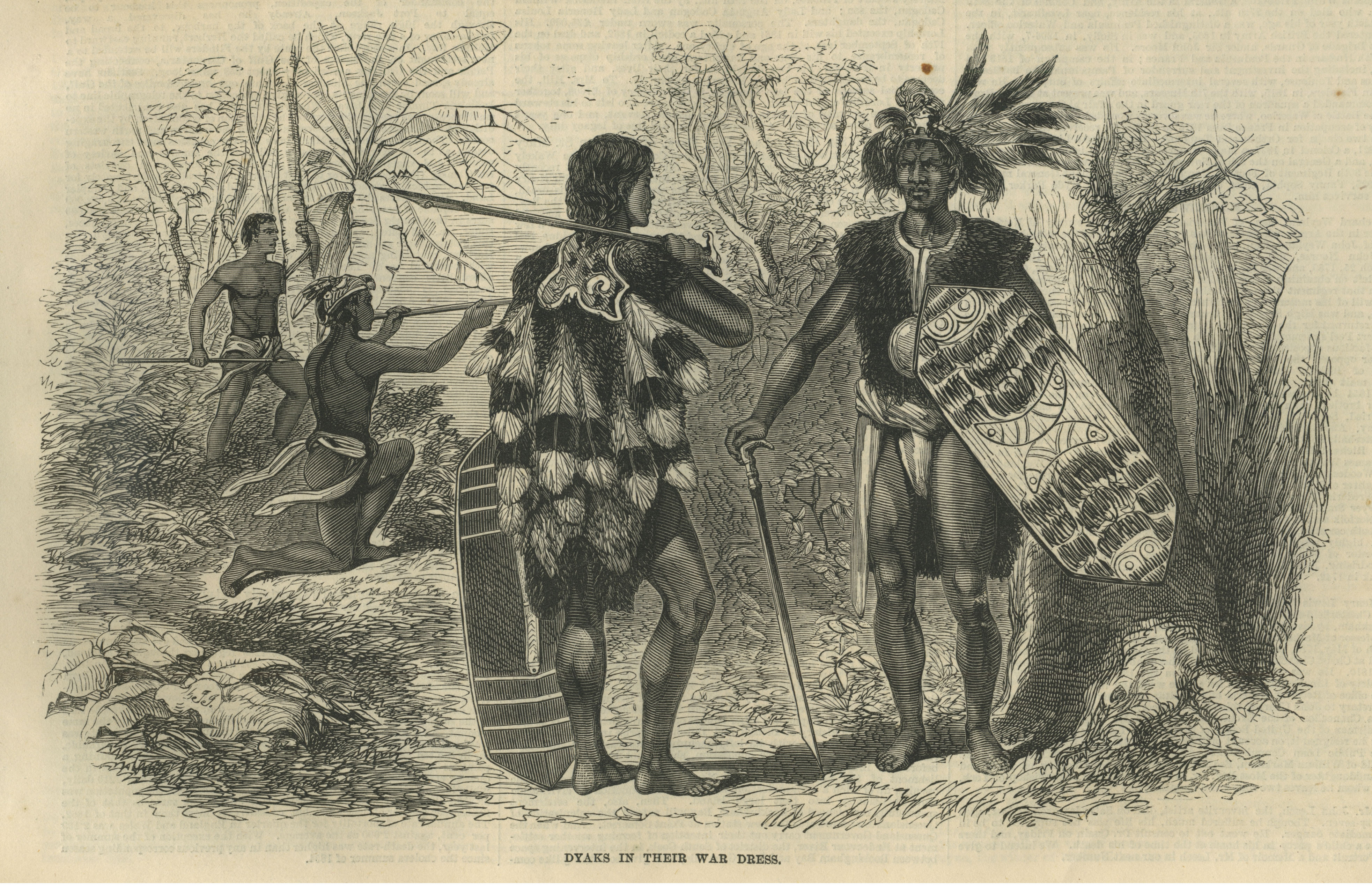
داياك، السكان الأصليون الرئيسيون في الجزيرة، كانوا يخشون بسبب ممارساتهم في البحث عن الكفاءات.

في نوفمبر 2018، أبلغ العلماء عن اكتشاف أقدم لوحة فنية تصويرية معروفة، عمرها أكثر من 40.000 (ربما يصل عمرها إلى 52000) سنة، لحيوان مجهول، في كهف لوبانغ جيريجي صالح في جزيرة بورنيو.
وفقًا للصينيين القدماء (977)، :129أصبحت المخطوطات الهندية واليابانية، المدن الساحلية الغربية لبورنيو موانئ تجارية بحلول الألفية الأولى بعد الميلاد. في المخطوطات الصينية، الذهب، الكافور، قذائف السلحفاة، عاج البوقير، قرن وحيد القرن، قمة الرافعة، شمع العسل، لاكاود (خشب القلب المعطر وخشب جذر ليانا سميك، دم التنين، الروطان، أعشاش الطيور الصالحة للأكل والتوابل المختلفة وصفت بأنها من بين العناصر الأكثر قيمة من بورنيو. أطلق الهنود اسم بورنيو سوفارنابومي (أرض الذهب) وكذلك كاربورادفيبا (جزيرة الكافور). يدعى الجاوي بورنيو بورادفيبا، أو جزيرة الماس. تكشف الاكتشافات الأثرية في دلتا نهر ساراواك أن المنطقة كانت مركزًا مزدهرًا للتجارة بين الهند والصين من القرن السادس حتى حوالي عام 1300.

خسارة الإقليمية لل ثالاسوقراطية من سلطنة بروناي 1400-1890 بسبب بداية الإمبريالية الغربية

تشكل الأعمدة الحجرية التي تحمل نقوشًا مكتوبة بخط بالافا، والتي عُثر عليها في كوتاى على طول نهر ماهاكام في شرق كاليمانتان والتي يرجع تاريخها إلى حوالي النصف الثاني من القرن الرابع، بعضًا من أقدم الأدلة على التأثير الهندوسي في جنوب شرق آسيا. بحلول القرن الرابع عشر، أصبحت بورنيو ولاية تابعة لماجاباهيت (في إندونيسيا الحالية)، فيما بعد غيرت ولائها لسلالة مينج في الصين. دخل دين الإسلام الجزيرة في القرن العاشر، بعد وصول التجار المسلمين الذين حوّلوا فيما بعد العديد من الشعوب الأصلية إلى المناطق الساحلية.
أعلنت سلطنة بروناي استقلالها عن ماجاباهيت بعد وفاة إمبراطور ماجاباهيت في منتصف القرن الرابع عشر. خلال عصرها الذهبي تحت حكم البلقية من القرن الخامس عشر إلى القرن السابع عشر، حكمت الإمبراطورية البرونزية تقريبًا كامل المنطقة الساحلية لبورنيو (أعارت اسمها للجزيرة بسبب نفوذها في المنطقة) والعديد من الجزر في الفلبين. خلال خمسينيات القرن الخامس عشر، وصل شريعفول هاشم سيد أبو بكر، عربي ولد في جوهور، إلى سولو من ملقا في عام 1457 أسس سلطنة سولو أطلق على نفسه لقب «بادوكا مولانا مهاساري شريف سلطان هاشم أبو بكر». بعد استقلالهم عام 1578 عن نفوذ بروناي، بدأت قبيلة سولو في توسيع نظامهم للمياه البحرية إلى أجزاء من شمال بورنيو. كلتا السلطنتين اللتين حكمتا شمال بورنيو قد انخرطتا تقليديا في التجارة مع الصين عن طريق سفن الينك الصينية التي كثيرا ما تصل. على الرغم من ثلاسوقراطية السلطنات، ظلت منطقة بورنيو الداخلية خالية من حكم أي ممالك.

### السيطرة البريطانية والهولندية

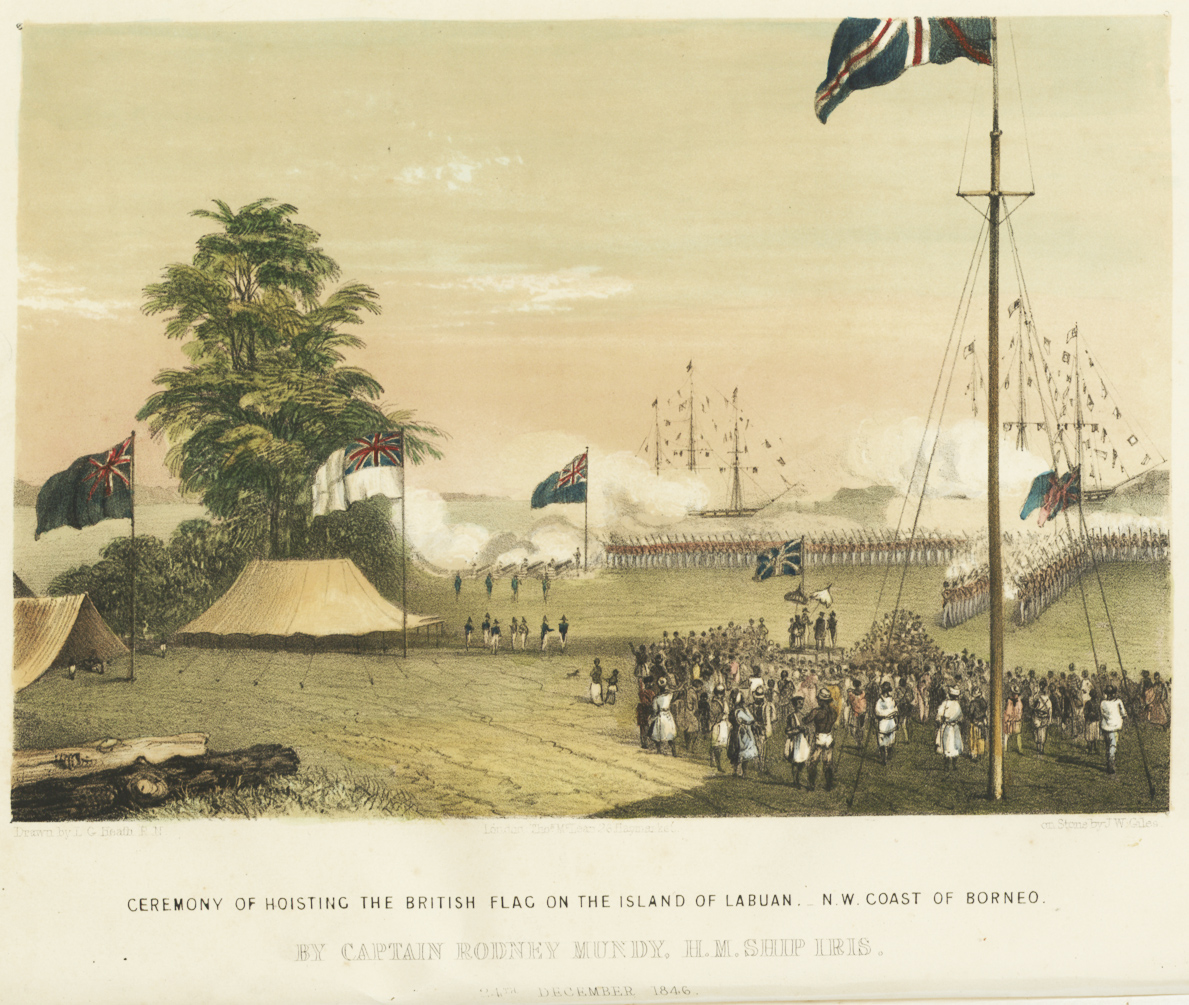
تم رفع العلم البريطاني لأول مرة في جزيرة لابوان في 24 ديسمبر1846

منذ سقوط ملقا عام 1511، كان التجار البرتغاليون يتاجرون بانتظام مع بورنيو، وخاصة مع بروناي منذ عام 1530. بعد زيارة عاصمة بروناي، وصف البرتغاليون المكان بأنه محاط بجدار حجري. بينما كان يُنظر إلى بورنيو على أنها غنية، لم يقم البرتغاليون بأي محاولات لغزوها. أدت الزيارة الإسبانية إلى بروناي إلى اندلاع الحرب القشتالية عام 1578. بدأ الإنجليز في التجارة مع سلطنة سمباس في جنوب بورنيو في عام 1609، بينما بدأ الهولنديون تجارتهم فقط في عام 1644: إلى بنجر ومارتابورا، أيضًا في جنوب بورنيو. حاول الهولنديون الاستيطان في جزيرة بالامبانجان، شمال بورنيو، في النصف الثاني من القرن الثامن عشر، لكنهم انسحبوا بحلول عام 1797. في عام 1812، تنازل السلطان في جنوب بورنيو عن حصونه لشركة الهند الشرقية الإنجليزية. ثم حاول الإنجليز بقيادة ستامفورد رافلز تأسيس تدخل في سامباس لكنهم فشلوا. على الرغم من أنهم تمكنوا من هزيمة السلطنة في العام التالي وأعلنوا حصارًا على جميع الموانئ في بورنيو باستثناء بروناي وبانجارماسين وبونتياناك، إلا أن الحاكم العام البريطاني اللورد مينتو ألغى المشروع في الهند لأنه كان مكلفًا للغاية. في بداية الاستكشاف البريطاني والهولندي للجزيرة، وصفوا جزيرة بورنيو بأنها مليئة بصائدي الرؤوس، حيث يمارس السكان الأصليون في الداخل أكل لحوم البشر، وامتلأت المياه المحيطة بالجزيرة بالقراصنة، خاصة بين الشمال شرق بورنيو وجنوب الفلبين. كان قراصنة الملايو وسي داياك يفترسون الشحن البحري في المياه بين سنغافورة وهونغ كونغ من ملاذهم  جنبًا إلى جنب مع هجمات إيلانون من قراصنة مورو من جنوب الفلبين، كما حدث في معركة موكاه.

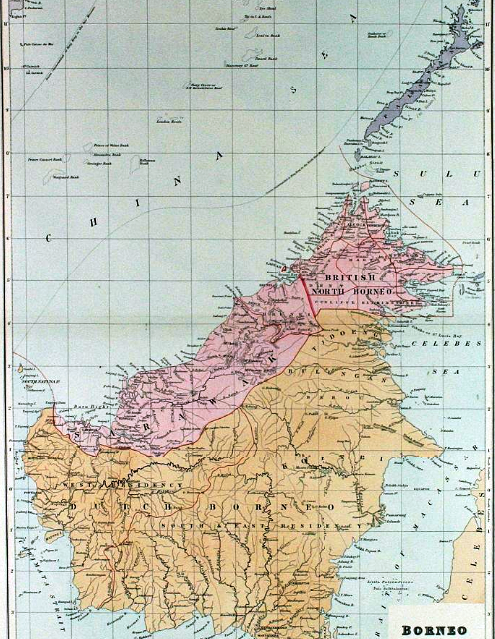
خريطة للجزيرة مقسمة بين البريطانيين والهولنديين، 1898. الحدود الحالية لماليزيا وإندونيسيا وبروناي موروثة إلى حد كبير من القواعد الاستعمارية البريطانية والهولندية.

بدأ الهولندية للتدخل في الجزء الجنوبي من الجزيرة على استئناف الاتصال في عام 1815، ونشر السكان إلى بانجارماسين، بونتياناك وسامباس ومساعدا للسكان للانداك ومامباوا. منحت سلطنة بروناي في عام 1842 أجزاء كبيرة من الأرض في ساراواك للمغامر الإنجليزي جيمس بروك، كمكافأة لمساعدته في قمع تمرد محلي. أسس بروك راج ساراواك وتم الاعتراف به باعتباره راجا بعد دفع رسوم للسلطنة. أسس نظامًا ملكيًا، وحكمت سلالة بروك (من خلال ابن أخيه وابن أخيه) ساراواك لمدة 100 عام؛ كان القادة يعرفون باسم راجاس الأبيض. حصل بروك أيضًا على جزيرة لابوان لبريطانيا العظمى في عام 1846 من خلال معاهدة لابوان مع سلطان بروناي عمر علي سيف الدين الثاني في 18 ديسمبر 1846. أصبحت منطقة شمال بورنيو تحت إدارة شركة نورث بورنيو تشارترد بعد استحواذ رجل الأعمال والمغامر الألماني بارون فون أوفربيك على أراضي من سلطنة بروناي وسولو، قبل أن يتم نقلها إلى الإخوة البريطانيين دينت (التي تضم ألفريد دنت و.إدوارد دنت). استمر التوسع الإضافي من قبل البريطانيين في داخل بورنيو. دفع هذا سلطان بروناي السادس والعشرون، هاشم جليل العالم أكما الدين ، لمناشدة البريطانيين لوقف هذه الجهود، ونتيجة لذلك تم التوقيع على معاهدة الحماية في عام 1888، مما جعل بروناي محمية بريطانية.

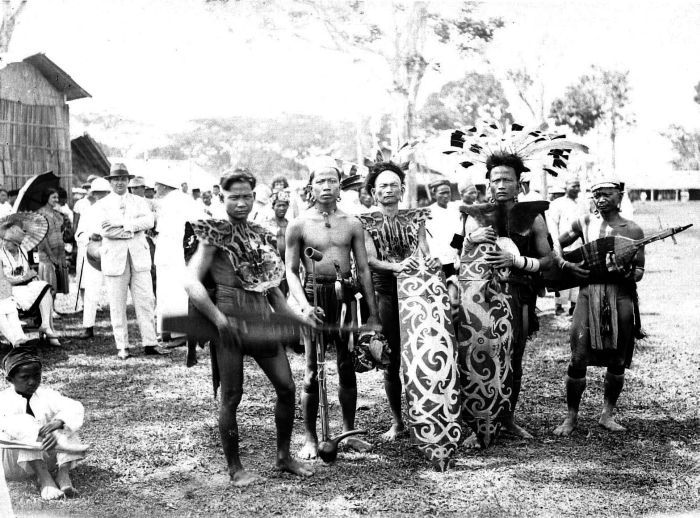
وداياك قبيلة خلال ERAU حفل في تنغارونغ

قبل الاستحواذ من قبل البريطانيين، تمكن الأمريكيون أيضًا من تثبيت وجودهم المؤقت في شمال غرب بورنيو بعد الحصول على قطعة أرض من سلطنة بروناي. أسس جوزيف ويليام توري وتوماس برادلي هاريس والعديد من المستثمرين الصينيين شركة تعرف باسم الشركة التجارية الأمريكية في بورنيو، لتأسيس مستعمرة باسم «إلينا» في منطقة كيمانيس فشلت المستعمرة وهُجرت بسبب الحرمان من الدعم المالي، وخاصة من قبل حكومة الولايات المتحدة، وبسبب الأمراض وأعمال الشغب بين العمال. قبل أن يغادر توري، تمكن من بيع الأرض لرجل الأعمال الألماني، أوفربيك. في غضون ذلك، مُنح الألمان بقيادة ويليام فريدريك شوك قطعة أرض في شمال شرق بورنيو لخليج سانداكان من سلطنة سولو حيث أجرى الأعمال التجارية وصدر كميات كبيرة من الأسلحة والأفيون والمنسوجات والتبغ إلى سولو قبل أن يتم تمرير الأرض أيضًا. إلى أوفربيك من قبل السلطنة.

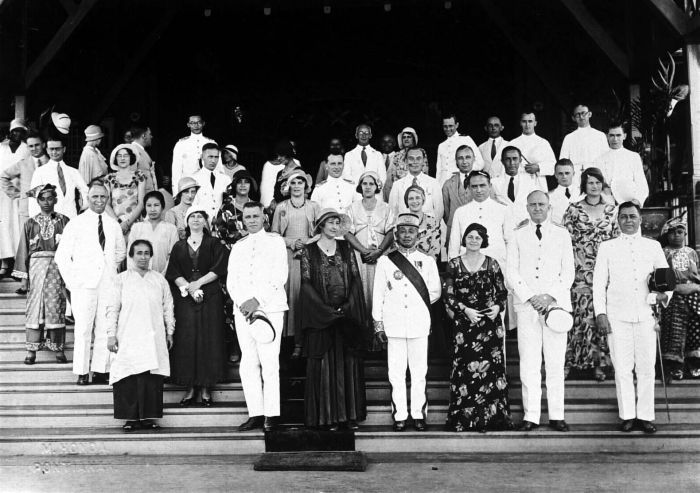
العرب الملايو سلطان بونتياناك عام 1930

قبل الاعتراف بالوجود الإسباني في أرخبيل الفلبين، تم توقيع بروتوكول يعرف باسم بروتوكول مدريد لعام 1885 بين حكومات المملكة المتحدة وألمانيا وإسبانيا في مدريد لتعزيز النفوذ الإسباني والاعتراف بسيادتها على سلطنة سولو. مقابل تنازل إسبانيا عن مطالبتها بممتلكات السلطنة السابقة في شمال بورنيو. ثم أنشأت الإدارة البريطانية أول شبكة للسكك الحديدية في شمال بورنيو، والمعروفة باسم سكة حديد شمال بورنيو. خلال هذا الوقت، رعى البريطانيون عددًا كبيرًا من العمال الصينيين للهجرة إلى شمال بورنيو للعمل في المزارع الأوروبية والمناجم،  وحذا الهولنديون حذوهم لزيادة إنتاجهم الاقتصادي. بحلول عام 1888، أصبحت شمال بورنيو وساراواك وبروناي في شمال بورنيو محمية بريطانية. أصبحت المنطقة الواقعة في جنوب بورنيو محمية هولندية عام 1891. طلبت بريطانيا من الهولنديين الذين زعموا بالفعل جزيرة بورنيو بأكملها تعيين حدودهم بين المنطقتين الاستعماريتين لتجنب المزيد من النزاعات. وقعت الحكومتان البريطانية والهولندية على المعاهدة الأنجلو هولندية لعام 1824 لتبادل الموانئ التجارية في شبه جزيرة الملايو وسومطرة التي كانت تحت سيطرتها وتؤكد مناطق نفوذها. أدى ذلك إلى إنشاء مناطق تسيطر عليها بريطانيا وهولندا بشكل غير مباشر في الشمال (شبه جزيرة الملايو) والجنوب (سومطرة وجزر رياو) على التوالي.
في عام 1895، حصل ماركوس صموئيل على امتياز في منطقة كوتي بشرق بورنيو، واستنادًا إلى تسرب النفط في دلتا نهر محكام، قام مارك أبراهامز بضرب النفط في فبراير 1897. كان هذا اكتشاف حقل نفط سانغا سانغا، وقد تم بناء مصفاة في باليكبابان، وتبع ذلك اكتشاف حقل نفط سامبوجا في عام 1909. في عام 1901، تم اكتشاف حقل نفط باموسيان في تاراكان وحقل بونيو النفطي في عام 1929. اكتشفت رويال داتش شل حقل ميري النفطي في عام 1910، وحقل سيريا النفطي في عام 1929.

### الحرب العالمية الثانية

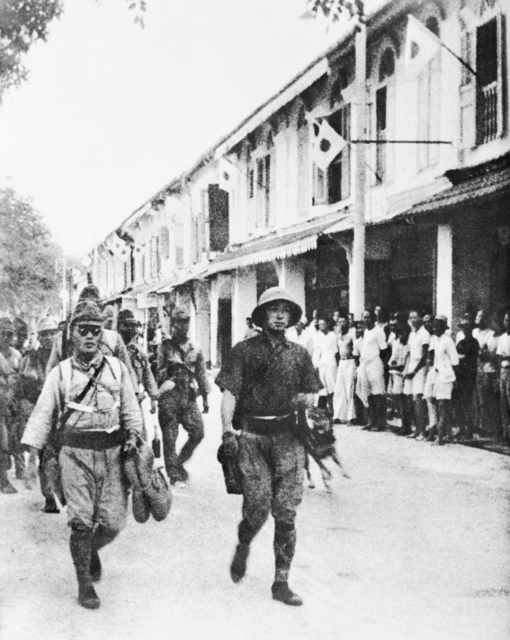
القوات اليابانية تسير في شوارع لابوان في 14 يناير 1942.

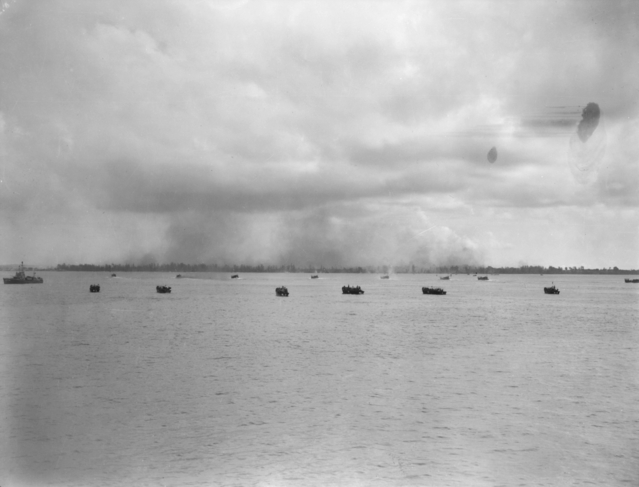
سفينة دعم أمريكية تتحرك نحو شاطئ فيكتوريا وبراون للمساعدة في إنزال أعضاء لواء المشاة الأسترالي الرابع والعشرين على الجزيرة خلال عملية المزمار ستة، 10 يونيو 1945

خلال الحرب العالمية الثانية، سيطرت القوات اليابانية على معظم مناطق بورنيو واحتلتها من عام 1941 إلى عام 1945. في المرحلة الأولى من الحرب، رأى البريطانيون أن تقدم اليابان إلى بورنيو بدافع من الطموحات السياسية والإقليمية وليس العوامل الاقتصادية. دفع الاحتلال العديد من سكان المدن الساحلية إلى المناطق الداخلية بحثًا عن الطعام وهروبًا من اليابانيين. معظم السكان الصينيين في بورنيو، وخاصة مع الحرب الصينية اليابانية في البر الرئيسي للصين، قاوموا الاحتلال الياباني. بعد تشكيل حركات المقاومة في شمال بورنيو مثل ثورة جيسلتون، تم إعدام العديد من الأبرياء من السكان الأصليين والصينيين من قبل اليابانيين لتورطهم المزعوم.
في كاليمانتان، قتل اليابانيون أيضًا العديد من المثقفين الملايو، وأعدموا جميع سلاطين الملايو في غرب كاليمانتان في أحداث بونتياناك، جنبًا إلى جنب مع الصينيين الذين كانوا بالفعل ضد اليابانيين للاشتباه في أنهم يشكلون تهديدات.أُعدم السلطان محمد إبراهيم شافي الدين الثاني ملك سامباس عام 1944. بعد ذلك تم تعليق السلطنة واستبدالها بمجلس ياباني. أنشأ اليابانيون أيضًا Pusat Tenaga Rakjat (PUTERA)  في الأرخبيل الإندونيسي في عام 1943، على الرغم من أنه تم إلغاؤه في العام التالي عندما أصبح قوميًا للغاية. بدأ بعض القوميين الإندونيسيين مثل سوكارنو وحتا الذين عادوا من المنفى الهولندي في التعاون مع اليابانيين. بعد فترة وجيزة من إطلاق سراحه، أصبح سوكارنو رئيسًا للمجلس الاستشاري المركزي، وهو مجلس استشاري لجنوب بورنيو، وسيليبس، وليسر سوندا، الذي تم إنشاؤه في فبراير 1945.
منذ سقوط سنغافورة، أرسل اليابانيون عدة آلاف من أسرى الحرب البريطانيين والأستراليين إلى معسكرات في بورنيو مثل معسكر باتو لينتانج. من موقع معسكر سانداكان، نجا ستة فقط من حوالي 2500 سجين بعد إجبارهم على السير في حدث عُرف باسم مسيرة سانداكان للموت. بالإضافة إلى ذلك، من إجمالي 17488 عامل جاوي جلبهم اليابانيون أثناء الاحتلال، نجا 1500 فقط بسبب المجاعة وظروف العمل القاسية وسوء المعاملة. لعب الداياك وغيرهم من السكان الأصليين دورًا في حرب العصابات ضد قوات الاحتلال، لا سيما في فرقة كابيت. قاموا مؤقتًا بإحياء عمليات البحث عن الكفاءات اليابانية في نهاية الحرب، مع وحدة Z الخاصة التي قدمت لهم المساعدة. ساهمت أستراليا بشكل كبير في تحرير بورنيو. تم إرسال القوة الإمبراطورية الأسترالية إلى بورنيو لمحاربة اليابانيين. جنبا إلى جنب مع الحلفاء الآخرين، تم تحرير الجزيرة بالكامل في عام 1945.

### التاريخ الحديث

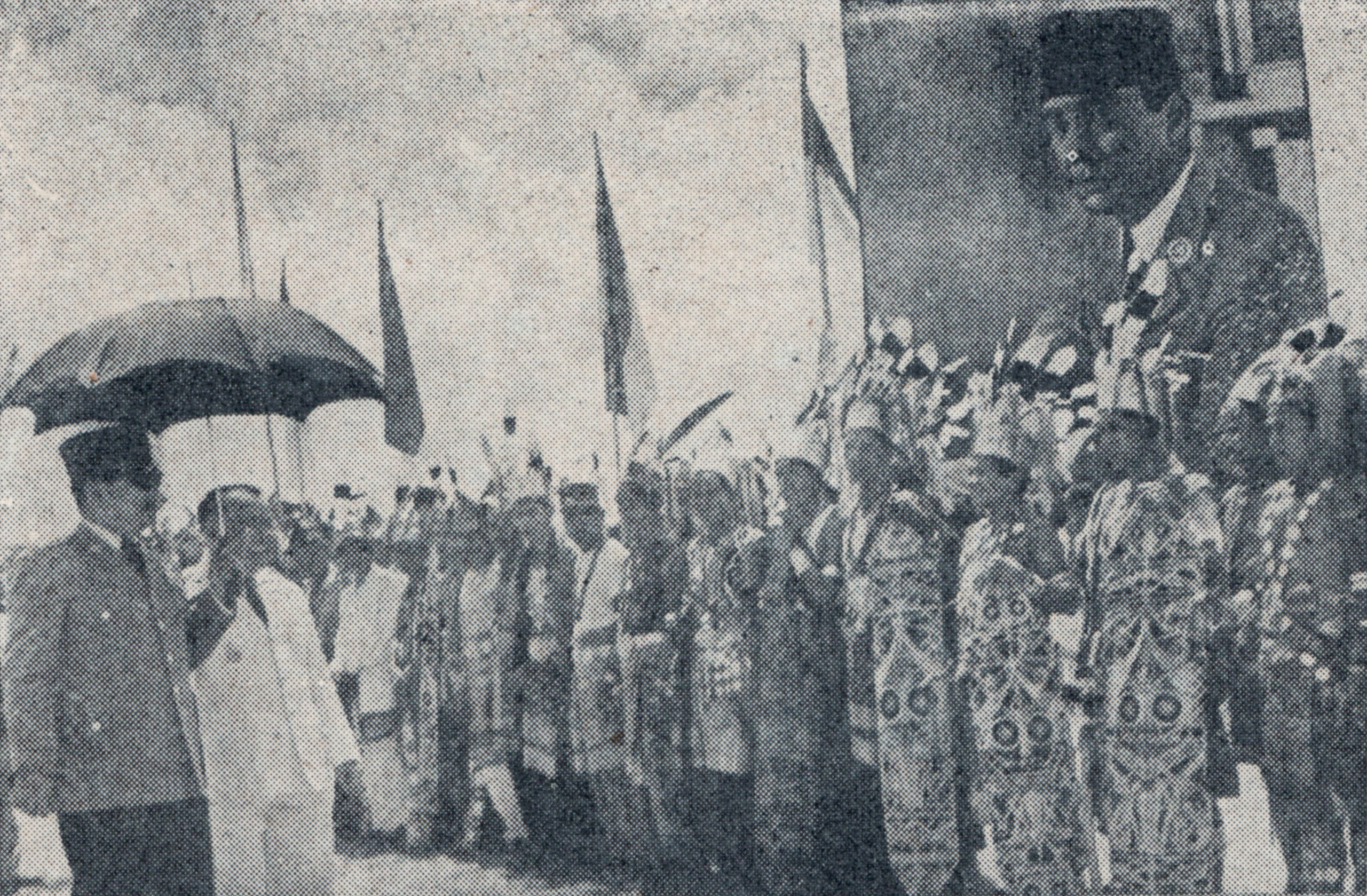
سوكارنو يزور بونتياناك، غرب كاليمانتان في عام 1963

في مايو 1945، اقترح المسؤولون في طوكيو أنه يجب تحديد ما إذا كان ينبغي إدراج شمال بورنيو في الدولة الجديدة المقترحة لإندونيسيا بشكل منفصل بناءً على رغبات السكان الأصليين واتباع تصرف مالايا. في غضون ذلك، دعا سوكارنو ومحمد يامين باستمرار إلى جمهورية إندونيسيا الكبرى. قرب نهاية الحرب، قررت اليابان منح الاستقلال المبكر لدولة جديدة مقترحة لإندونيسيا في 17 يوليو 1945، مع اجتماع لجنة الاستقلال المقرر عقده في 19 أغسطس 1945 ومع ذلك، بعد استسلام اليابان لقوات الحلفاء، تم تأجيل الاجتماع. واصل سوكارنو وحتا الخطة بإعلان الاستقلال من جانب واحد، على الرغم من أن الهولنديين حاولوا استعادة حيازتهم الاستعمارية في بورنيو. حصل الجزء الجنوبي من الجزيرة على استقلاله من خلال إعلان الاستقلال الإندونيسي في 17 أغسطس 1945. شهد الجزء الجنوبي صراعات حرب العصابات تلاها حصار هولندي لقطع الإمدادات عن القوميين داخل المنطقة. بينما كان المقاتلون القوميون المؤيدون لضم جنوب بورنيو في الجمهورية الإندونيسية الجديدة ينشطون في كيتابانج، وبدرجة أقل في سامباس حيث احتشدوا مع العلم الأحمر والأبيض الذي أصبح علم إندونيسيا، توقع معظم السكان الصينيين في جنوب بورنيو لتحريرها من قبل القوات القومية الصينية من البر الرئيسي للصين ودمج مناطقها كمقاطعة ما وراء البحار في الصين. في غضون ذلك، أصبحت ساراواك وصباح في شمال بورنيو مستعمرتين منفصلتين للتاج البريطاني في عام 1946.
في عام 1961، رغب رئيس الوزراء تونكو عبد الرحمن من اتحاد مالايا المستقل في توحيد مالايا والمستعمرات البريطانية في ساراواك وشمال بورنيو وسنغافورة ومحمية بروناي في ظل الاتحاد الماليزي المقترح. لاقت الفكرة معارضة شديدة من قبل الحكومات في كل من إندونيسيا والفلبين وكذلك من المتعاطفين مع الشيوعيين والقوميين في بورنيو. سوكارنو، بصفته رئيسًا للجمهورية الجديدة، نظرًا لمحاولة البريطانيين الحفاظ على وجودهم في شمال بورنيو وشبه جزيرة الملايو ، قرر شن تسلل عسكري عُرف فيما بعد بالمواجهة من عام 1962 إلى عام 1969. كرد على المعارضة المتزايدة، نشر البريطانيون قواتهم المسلحة لحماية مستعمراتهم ضد الثورات الإندونيسية والشيوعية، والتي شاركت فيها أيضًا أستراليا ونيوزيلندا.

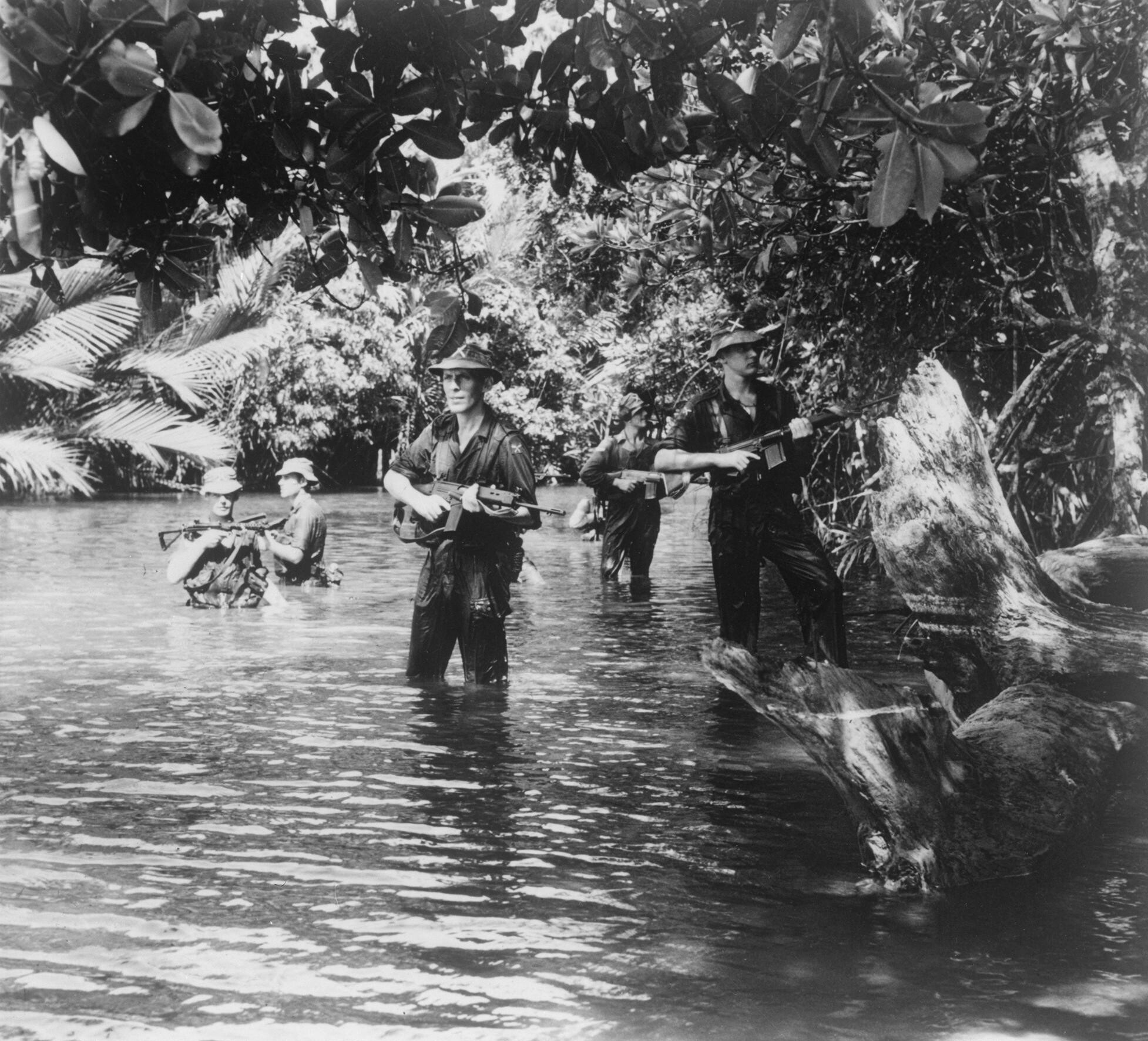
تجري الكتيبة الأولى في كوينز أون هايلاندرز دورية للبحث عن مواقع العدو في غابة بروناي.

عارضت الفلبين الاتحاد الفيدرالي المقترح حديثًا، مدعية أن الجزء الشرقي من شمال بورنيو (اليوم ولاية صباح الماليزية) كان جزءًا من أراضيها باعتباره ملكية سابقة لسلطنة سولو. استندت الحكومة الفلبينية في مطالبتها في الغالب إلى اتفاقية التنازل التي أبرمتها سلطنة سولو مع شركة شمال بورنيو البريطانية، حيث أصبحت السلطنة الآن تحت سلطة الإدارة الجمهورية الفلبينية، والتي يجب أن ترث أراضي سولو السابقة. كما زعمت الحكومة الفلبينية أن ورثة السلطنة قد تنازلوا عن جميع حقوقهم الإقليمية للجمهورية.
رحبت سلطنة بروناي في البداية باقتراح إنشاء اتحاد أكبر جديد. في غضون ذلك، رغب حزب بروناي الشعبي بقيادة آم أزهري في إعادة توحيد بروناي وساراواك وشمال بورنيو في اتحاد واحد يُعرف باسم اتحاد بورنيو الشمالي (بالملايوية: Kesatuan Negara Kalimantan Utara)‏، حيث سيكون سلطان بروناي هو رئيس الدولة للاتحاد على الرغم من أن الأزهري كان لديه نيته الخاصة لإلغاء ملكية بروناي ، وجعل بروناي أكثر ديمقراطية، ودمج الإقليم والمستعمرات البريطانية السابقة الأخرى في بورنيو في إندونيسيا، بدعم من الحكومة الأخيرة. أدى ذلك مباشرة إلى ثورة بروناي، التي أحبطت محاولة أزهري وأجبرته على الفرار إلى إندونيسيا. انسحبت بروناي من كونها جزءًا من الاتحاد الماليزي الجديد بسبب بعض الخلافات حول قضايا أخرى بينما استمر القادة السياسيون في ساراواك وشمال بورنيو في تفضيل الانضمام إلى اتحاد أكبر.
مع المعارضة المستمرة من إندونيسيا والفلبين، تم إنشاء لجنة Cobbold لاكتشاف شعور السكان الأصليين في شمال بورنيو ؛ وجدت الناس في صالح الفيدرالية بشروط مختلفة. تم تحقيق الاتحاد بنجاح مع ضم شمال بورنيو من خلال اتفاقية ماليزيا في 16 سبتمبر 1963. حتى يومنا هذا، لا تزال المنطقة الواقعة في شمال بورنيو تتعرض لهجمات من قبل قراصنة مورو منذ القرن الثامن عشر ومسلحين من جماعات مثل أبو سياف منذ عام 2000 في هجمات متكررة عبر الحدود. أثناء إدارة الرئيس الفلبيني فرديناند ماركوس، قام الرئيس ببعض المحاولات لزعزعة استقرار ولاية صباح، على الرغم من أن خطته فشلت وأسفرت عن مذبحة جابيده ثم التمرد في جنوب الفلبين.
في أغسطس 2019، أعلن الرئيس الإندونيسي جوكو ويدودو عن خطة لنقل عاصمة إندونيسيا من جاكرتا إلى موقع تم إنشاؤه حديثًا في مقاطعة كاليمانتان الشرقية في بورنيو.

## التركيبة السكانية
الاسم المجهول لبورنيو هو بورني.
يبلغ عدد سكان بورنيو 21.3 مليون نسمة (في عام 2014)، وتبلغ الكثافة السكانية 29 نسمة لكل كيلومتر مربع (75/ميل2). يعيش معظم السكان في المدن الساحلية، على الرغم من أن المناطق النائية بها بلدات وقرى صغيرة على طول الأنهار. يتكون السكان بشكل أساسي من مجموعات عرقية داياك، الملايو، بانجار، أورانغ أولو، الصينيون وكادازان دوسون. الصينيون، الذين يشكلون 29٪ من سكان ساراواك و17٪ من إجمالي السكان في غرب كاليمانتان، إندونيسيا  هم من نسل مهاجرين من جنوب شرق الصين بشكل أساسي. في صباح أثناء إدارة مصطفى هارون من منظمة الصباح الوطنية المتحدة (USNO) في السبعينيات، تم منح آلاف المهاجرين واللاجئين المسلمين من جزيرة مينداناو في جنوب الفلبين وجزيرة سولاويزي في إندونيسيا ملاذًا للهوية ولاحقًا بطاقات الهوية في محاولة لزيادة عدد السكان المسلمين في الولاية: سياسة عُرفت لاحقًا باسم المشروع آي سي. نظرًا للعدد الكبير من الجرائم المنسوبة إلى السكان المهاجرين الجدد، فقد تصاعد التوتر العرقي بين السكان الأصليين والمهاجرين حتى الوقت الحاضر.

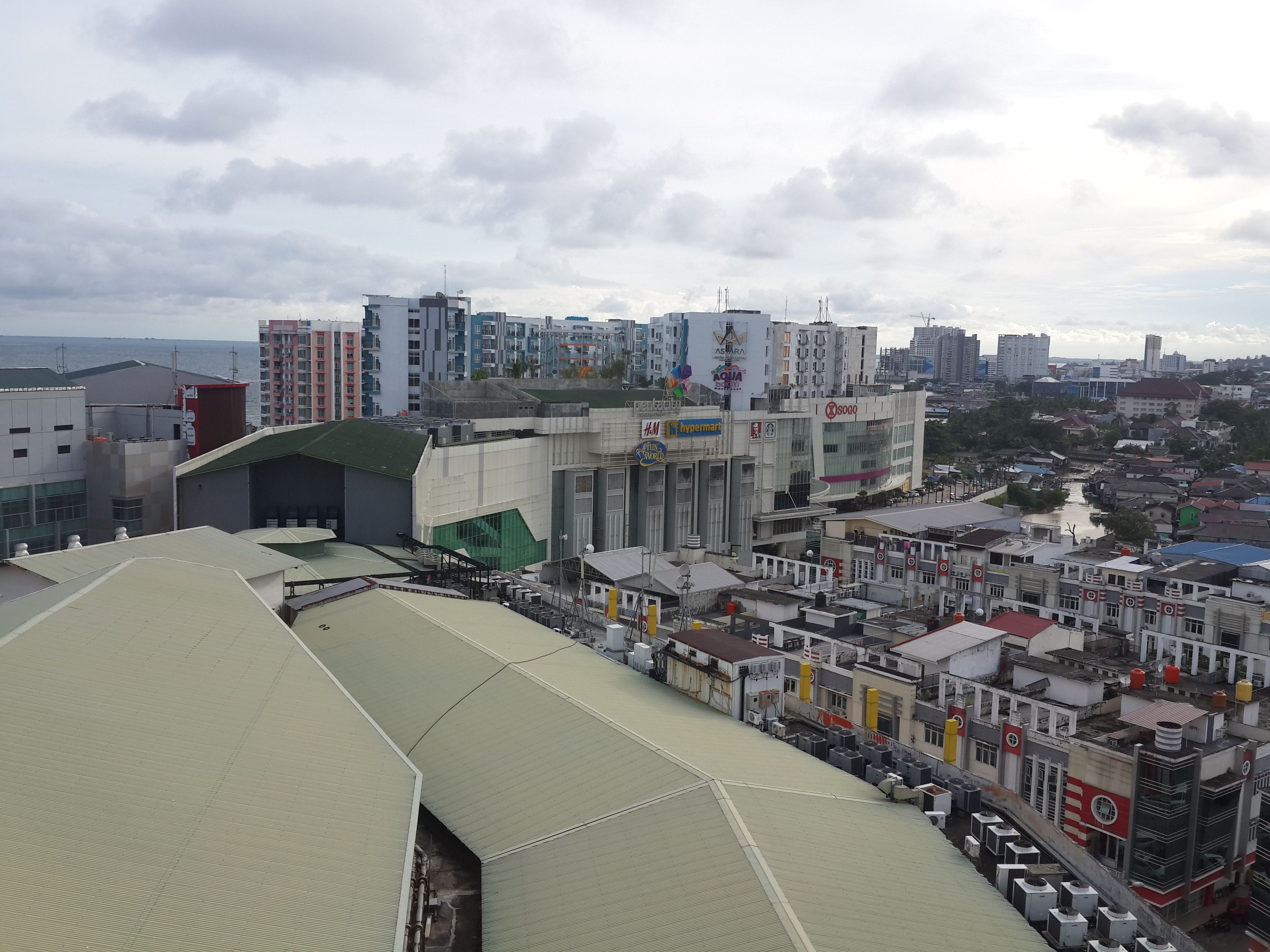
باليكبابان، مدينة رئيسية في بورنيو

في كاليمانتان، منذ التسعينيات، نفذت الحكومة الإندونيسية برنامجًا مكثفًا للهجرة ولتحقيق هذه الغاية، مولت إعادة توطين الأسر الفقيرة التي لا تملك أرضًا من جاوة ومادورا وبالي. بحلول عام 2001، شكّل المهاجرون المتحولون 21٪ من السكان في وسط كاليمانتان. منذ التسعينيات، قاوم السكان الأصليون الداياك والملايو التعدي من قبل هؤلاء المهاجرين، وحدث صراع عنيف بين بعض المهاجرين والسكان الأصليين. في أعمال الشغب التي وقعت في سامباس عام 1999، انضم الداياك والملايو معًا لذبح الآلاف من المهاجرين المادوريين. في كاليمانتان، قُتل الآلاف في عام 2001 في القتال بين مهاجري مادوريين وشعب داياك في صراع سامبيت.

### الدين
الدين في اندونيسيا بورنيو (2021)

## الإدارة

الانقسامات السياسية في بورنيو

جزيرة بورنيو مقسمة إدارياً من قبل ثلاث دول.
- المقاطعات الإندونيسية الشرقية والجنوبية والغربية والشمالية والوسطى كاليمانتان
- ولايات صباح وساراواك بشرق ماليزيا، وكذلك الإقليم الفيدرالي لابوان (على الجزر القريبة من الشاطئ)
- سلطنة بروناي المستقلة (الجزء الرئيسي والمسح الشرقي لتيمبورونج)

## الاقتصاد
يعتمد اقتصاد بورنيو بشكل أساسي على الزراعة وقطع الأشجار والتعدين والنفط والغاز والسياحة البيئية. يعتمد اقتصاد بروناي بشكل كبير على قطاع إنتاج النفط والغاز، وأصبحت البلاد واحدة من أكبر منتجي النفط في جنوب شرق آسيا. تعد كل من ولايتي صباح وساراواك الماليزيتين من أكبر مصدري الأخشاب. تُعرف صباح أيضًا باسم المنتج الزراعي للمطاط والكاكاو والخضروات ومصائد الأسماك ، بينما تصدر صباح وساراواك ولابوان الغاز الطبيعي المسال (LNG) والبترول. تعتمد مقاطعات كاليمانتان الإندونيسية في الغالب على قطاعات التعدين على الرغم من مشاركتها أيضًا في قطع الأشجار واستكشافات النفط والغاز.

## أعلام
- أليكس ماكدويل
- فورست بي. رويال